# Melitonoma ghanensis
Melitonoma ghanensis es una especie de insecto coleóptero de la familia Chrysomelidae.
Fue descrita científicamente en 1978 por Medvedev.